# 长沙市周南中学

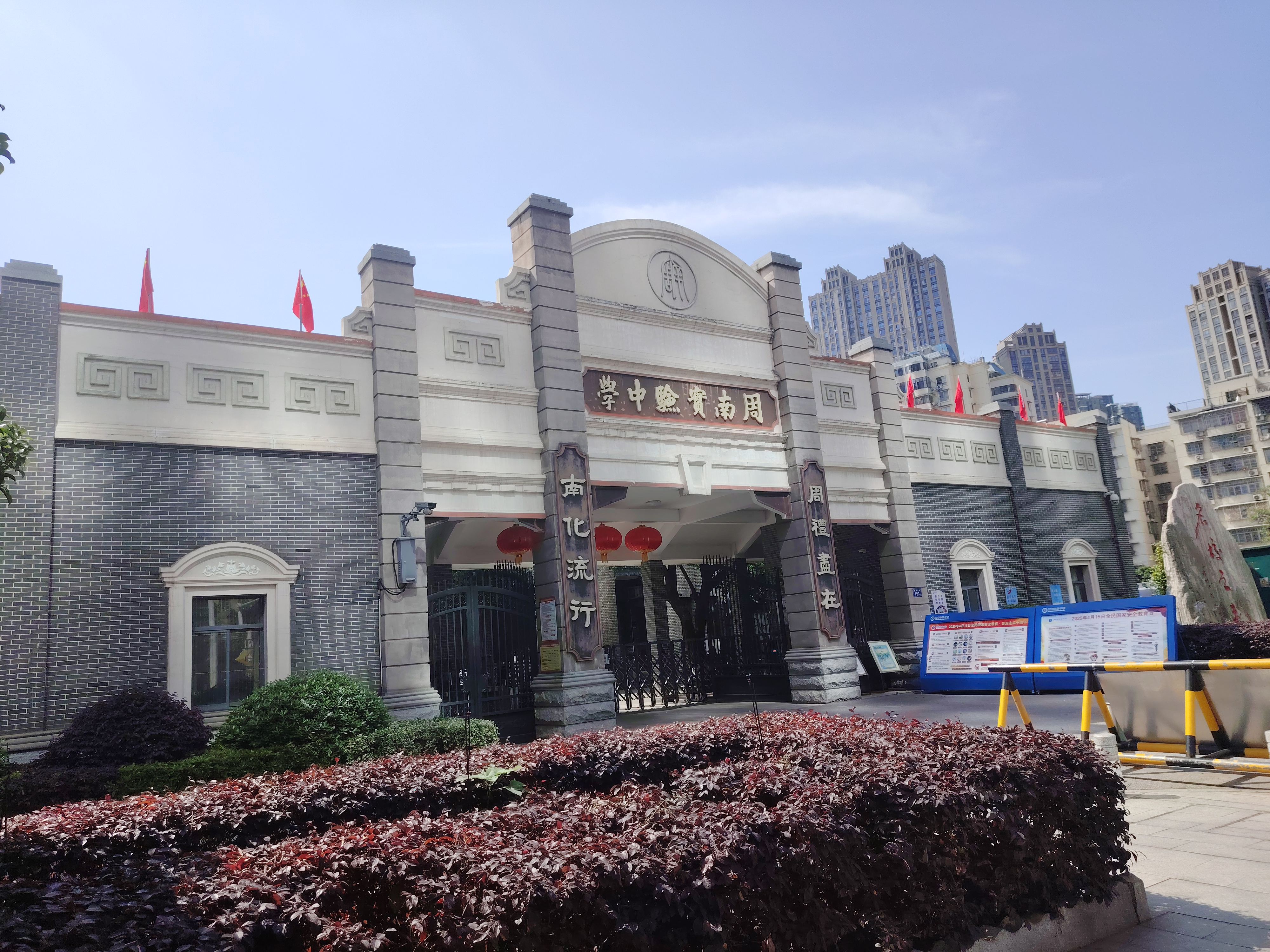
长沙周南实验中学

长沙市周南中学（英語：ZhouNan High School, Changsha），通称周南中学，简称周南，是一所位于中国大陆湖南省长沙市的普通高级中学。该校建校于1905年，1968年以前为女子中学，是长沙历史最悠久的中学之一。

## 歷史
- 1905年5月，朱剑凡毁家兴学创办了周氏家塾。位于旧时“蜕园”刚开始创办时受到守旧势力的攻击。
- 1908年定名周南女学堂。朱剑凡先后共投入了11万余银元用于学校的创办以及发展，并亲自投入教务。
- 1912年改名为湖南私立周南女子师范学校，仍附设小学。
- 1916年停办师范，改名为湖南私立周南女子中学。这是湖南省第一所女子中学。

此后名称更改，最终于1984年6月1日恢复原名周南中学，2011年稱周南實驗中學。

## 著名老师
徐特立、张唯一、方维夏、周以粟、周震麟、熊瑾玎、鲁立刚、周世钊

## 著名校友
向警予、蔡畅、杨开慧、丁玲、秦厚修、陶毅